# Tõnismäe
Tõnismäe is een subdistrict of wijk (Estisch: asum) binnen het stadsdistrict Kesklinn in Tallinn, de hoofdstad van Estland. De wijk telde 1.378 inwoners op 1 januari 2020. De naam is afgeleid van de 36 meter hoge heuvel Tõnismägi (de ‘Sint-Antoniusberg’ naar Antonius van Egypte), het centrale punt van de wijk. De wijk ligt naast Vanalinn, het oude centrum van Tallinn. Verder grenst de wijk aan Südalinn, Tatari, Uus Maailm en Kassisaba.

## Geschiedenis

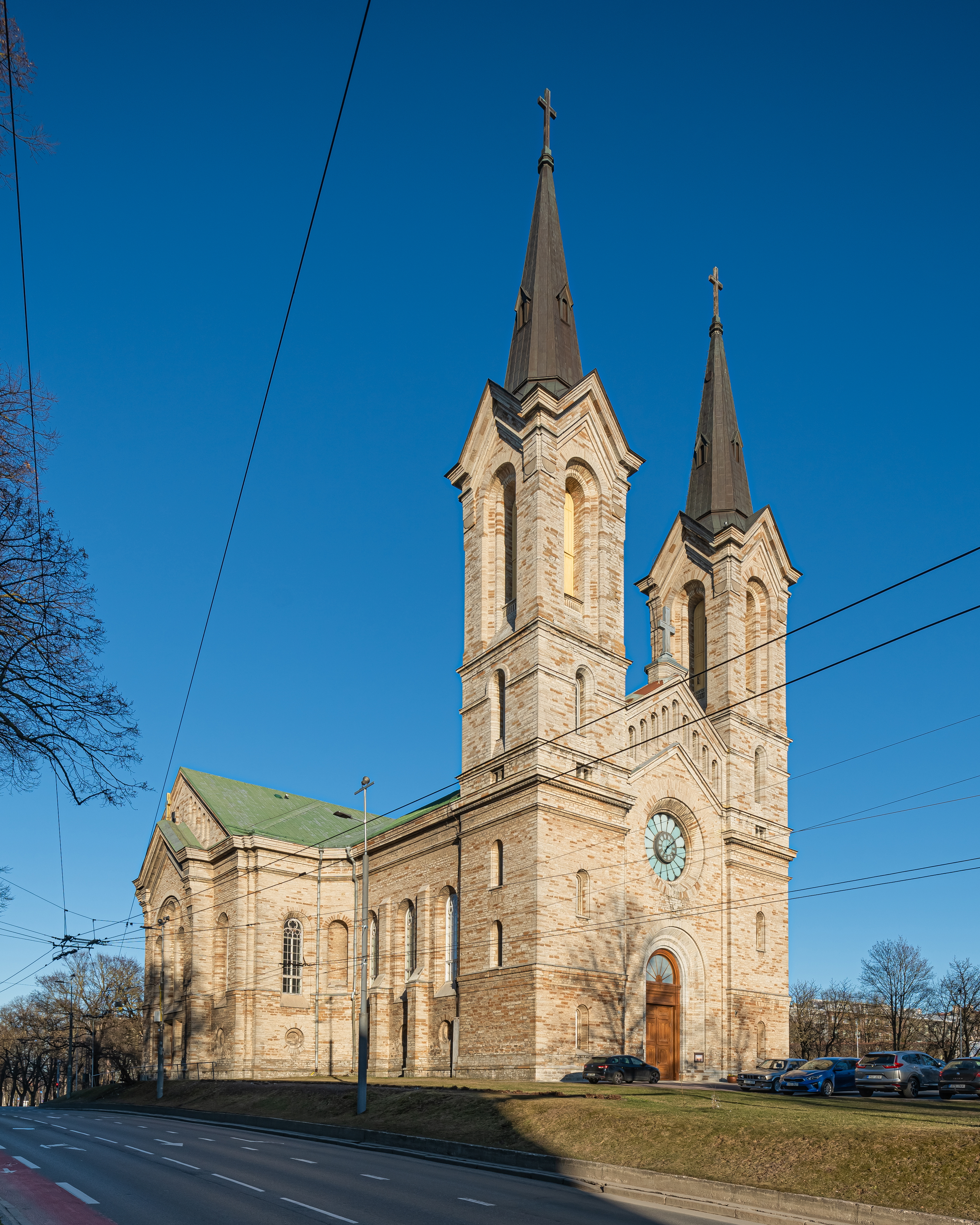
De Karelskerk, vernoemd naar koning Karel XI van Zweden

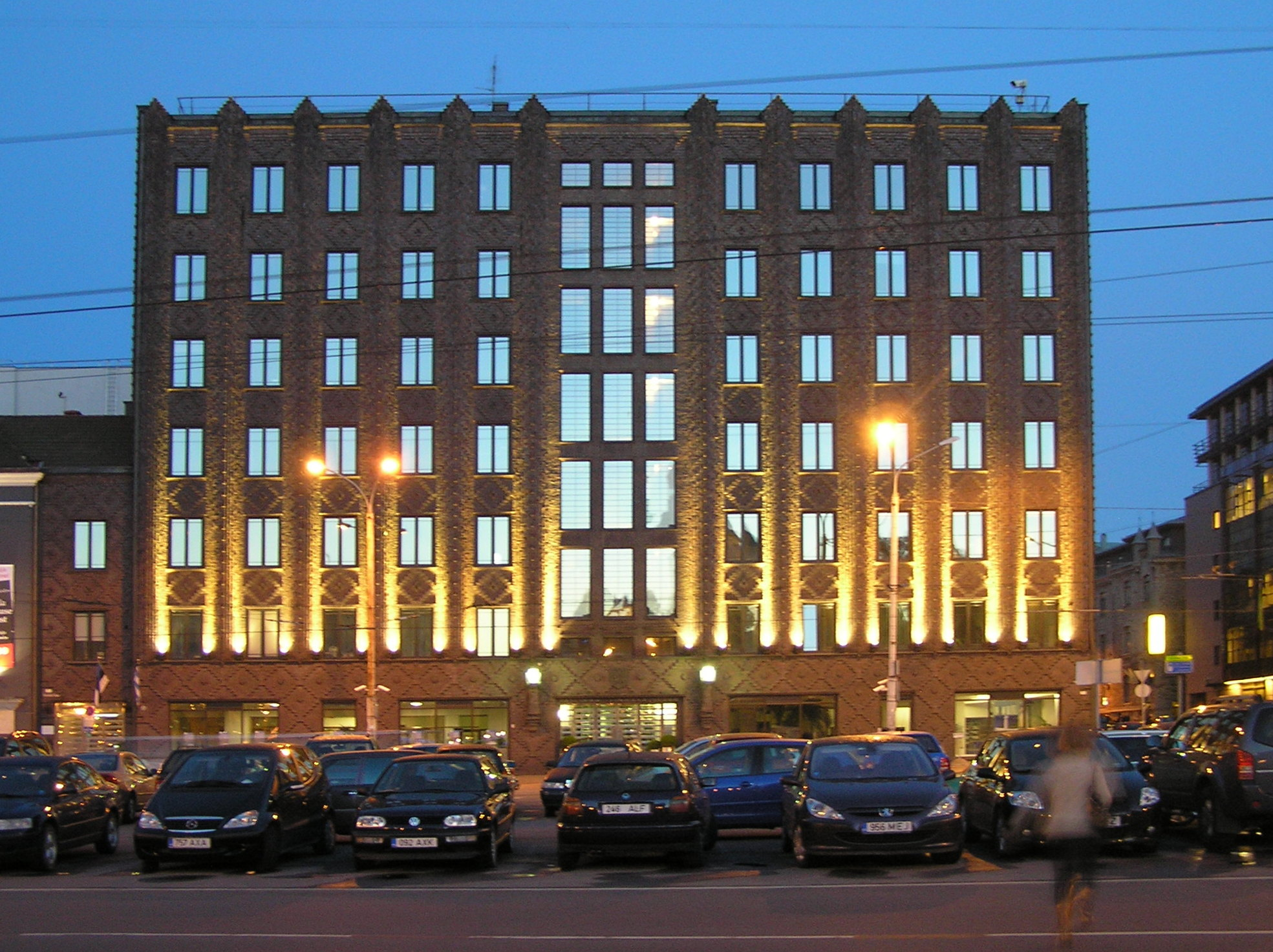
Het huidige raadhuis van Tallinn

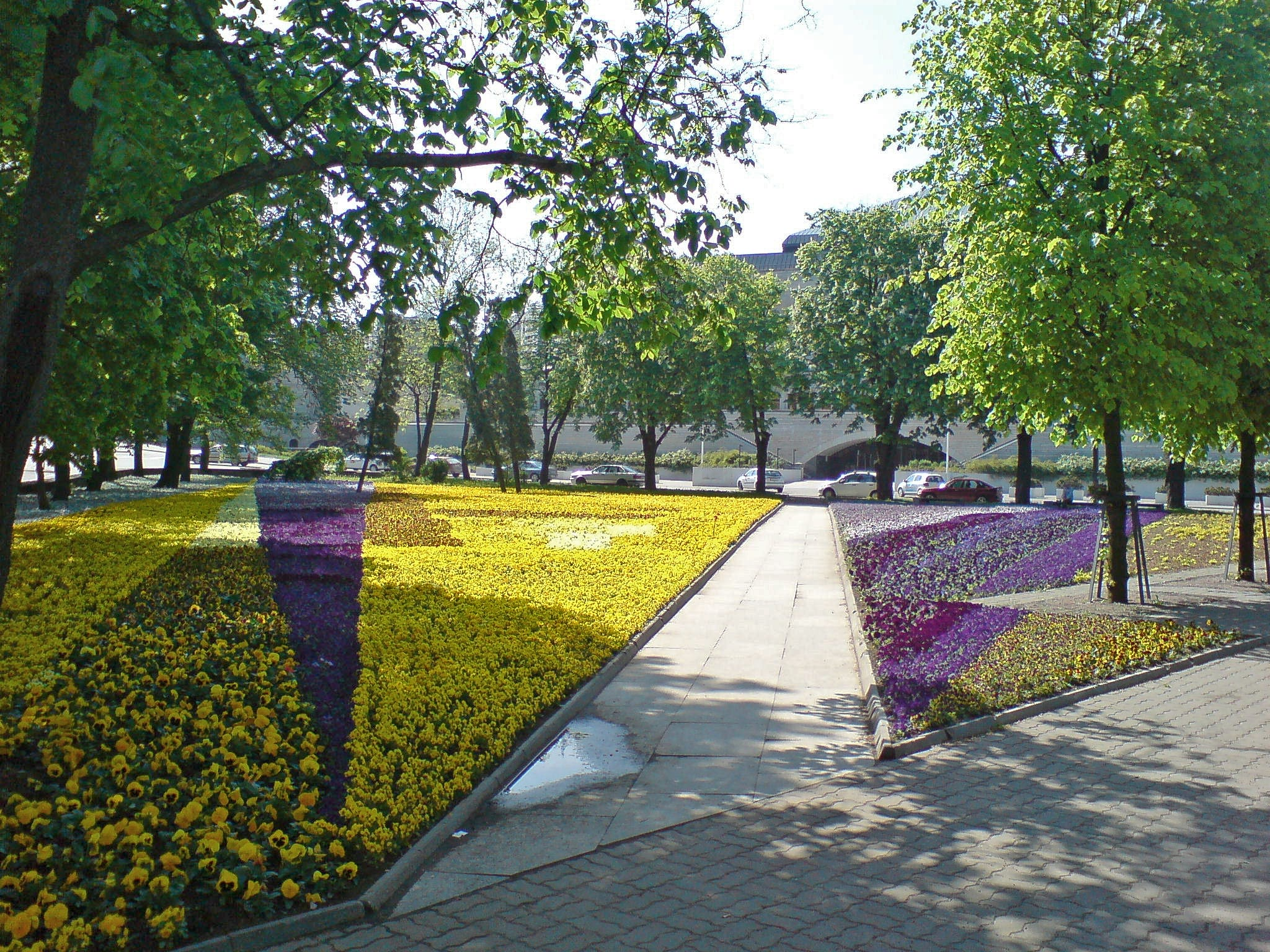
Op de plaats van deze bloembedden stond tot 28 april 2007 de Bronzen soldaat van Tallinn

De Tõnismägi was in het eerste millennium na de geboorte van Christus begroeid met eiken. Het eikenbos gold bij de Esten als heilig. In de 12e of 13e eeuw vestigden zich er mensen. Het gebied Tõnismäe wordt voor het eerst genoemd in een oorkonde van 1348. Toen droeg de gemeenteraad van Tallinn de ‘Sankt Antoniusberg’ over aan de Orde van de Zwaardbroeders.
In de 14e eeuw werd er een kapel gebouwd, gewijd aan Sint-Antonius, en werd er een kerkhof aangelegd. Beide werden vernield tijdens de Lijflandse Oorlog van 1558 tot 1583.
In 1670 werd in de wijk de evangelisch-lutherse Karelskerk (Duits: Karlskirche, Estisch: Kaarli kirik) ingewijd, vernoemd naar de Zweedse koning Karel XI. Estland hoorde in die tijd bij Zweden. De kerk was bedoeld voor het Estische en Finse deel van de bevolking van Tallinn. De eerste, houten Karelskerk werd in augustus 1710 vernield tijdens de Grote Noordse Oorlog. In 1862 werd een nieuwe Karelskerk ingewijd, maar die maakte al in 1870 plaats voor een derde, die er ook vandaag de dag nog staat. De ontwerper is de Duits-Baltische architect Otto Pius Hippius (1826-1883).
In de jaren 1929-1931 werd aan het Vrijheidsplein (Vabaduse väljak) een kantoorgebouw neergezet, ontworpen door de architect Robert Natus (1890-1950). Sinds 1970 fungeert dit gebouw als stadhuis  van Tallinn. Er waren plannen om een nieuw stadhuis te bouwen; die zijn echter afgeketst op de kosten. In de wijk staat ook de Nationale Bibliotheek van Estland, die aan Tõnismägi grenst. Het gebouw, ontworpen door Raine Karp (1939), is daar neergezet tussen 1985 en 1993 en maakt de indruk van een vesting. Achter de bibliotheek liggen de ambassades van Frankrijk en Duitsland.
De heuvel Tõnismägi is sinds 2007 een plein met een plantsoen in het midden. In dit plantsoen stond tot 28 april 2007 de controversiële Bronzen soldaat van Tallinn, een monument ter herinnering aan de verovering van Tallinn door het Rode Leger in 1944. Tussen 1945 en 1996 heette dit deel van het plein ‘Bevrijdersplein’ (Estisch: Vabastajate väljak). In 2007 werd het standbeeld overgebracht naar de oorlogsbegraafplaats in de wijk Juhkentali. Ook de Sovjetsoldaten die bij het monument begraven lagen, werden overgebracht naar de begraafplaats, voor zover de stoffelijke resten althans niet waren opgeëist door de nabestaanden.

## Vervoer
Over de Pärnu maantee, de weg die de grens vormt tussen de wijken Tõnismäe en Tatari, lopen de tramlijnen 3 (Tondi-Kadriorg) en 4 (Tondi-Ülemiste). Bovendien wordt de wijk bediend door de trolleylijnen 1 en 3 en een aantal buslijnen.